# Gil Boa
Gilmour Stuart "Gil" Boa, född 8 augusti 1924 i Montréal, död 7 september 1973 i St. Catharines, var en kanadensisk sportskytt.
Boa blev olympisk bronsmedaljör i gevär vid sommarspelen 1956 i Melbourne.